# Jere Bergius
Jere Petrud Bergius (ur. 4 kwietnia 1987 w Vesilahti) – fiński lekkoatleta specjalizujący się w skoku o tyczce.
W 2007 bez powodzenia startował na młodzieżowych mistrzostwach Europy w Debreczynie. Na tej samej imprezie wystartował dwa lata później (w Kownie), ponownie odpadając w eliminacjach. W 2011 nie awansował do finału podczas halowych mistrzostw Europy w Paryżu i mistrzostw świata w Daegu. W kolejnym sezonie odpadł w eliminacjach mistrzostw Starego Kontynentu oraz nie zaliczył żadnej wysokości podczas igrzysk olimpijskich w Londynie.
Wielokrotny medalista mistrzostw Finlandii oraz reprezentant kraju w drużynowym czempionacie Europy i meczach międzypaństwowych.
Rekordy życiowe: stadion – 5,72 (26 maja 2012, Haapajärvi); hala – 5,55 (4 lutego 2012, Tampere).

## Osiągnięcia
| Rok  | Impreza                              | Miejsce   | Lokata            | Wynik (m) |
| ---- | ------------------------------------ | --------- | ----------------- | --------- |
| 2007 | Młodzieżowe mistrzostwa Europy       | Debreczyn | el. – 10. miejsce | 5,25      |
| 2009 | Młodzieżowe mistrzostwa Europy       | Kowno     | el. – 16. miejsce | 5,20      |
| 2011 | Halowe mistrzostwa Europy            | Paryż     | el. – 13. miejsce | 5,40      |
| 2011 | I liga drużynowych mistrzostw Europy | Izmir     | –                 | NM        |
| 2011 | Mistrzostwa świata                   | Daegu     | el. – 24. miejsce | 5,35      |
| 2012 | Mistrzostwa Europy                   | Helsinki  | el. – 18. miejsce | 5,30      |
| 2012 | Igrzyska olimpijskie                 | Londyn    | –                 | NM        |
| 2013 | I liga drużynowych mistrzostw Europy | Dublin    | 5. miejsce        | 5,15      |
| 2013 | Mistrzostwa świata                   | Moskwa    | el. – 14. miejsce | 5,40      |